# Baltasar Amador
Micer Baltasar Amador, nacido en Fraga, fue un jurista y funcionario español.

## Familia
Es posible que Baltasar Amador fuese pariente de Nicolás Amador, habitante de Fraga en 1325 o de Francisco Amador, otro fragatino mencionado en septiembre de 1538 como pasajero para América. Fue hijo de Jerónima La Figuera, por lo que estaba emparentado por parte materna con el linaje de los La Figuera, además de otros como los Limiano y los Carvin. Un tío de Amador, Tomás Limiano, fue el encargado de expulsar a los moriscos de Fraga y el hermano, Gregorio Amador, sería el justicia local hasta 1630, año en que murió en una reyerta. Amador poseía escudo nobiliario propio: «sobre fondo de plata una ballesta de sable apuntando a una estrella de azur situada a la derecha de la cabeza».
Se crio en Fraga, estudió derecho en Lérida, cambiando su residencia entre Fraga y Lérida hasta que hacia 1599 se trasladó definitivamente a Zaragoza.
Se casó con Francisca Luisa Tolón, con la que tuvo nueve hijos. Por servicios prestados, dos hijos suyos consiguieron una pensión real de 300 ducados en 1926. Falleció antes de diciembre de 1628. Tras la muerte del jurista, el rey concedió una pensión vitalicia a la viuda y al hijo mayor, también llamado Baltasar Amador, en concepto de canongía en Zaragoza. Además los Amador recibieron otras ayudas con un valor de 1400 reales.

## Estudios y carrera profesional

Escudo de Baltasar Amador.

Estudió en la Universidad de Lérida, doctorándose en Derecho civil y canónico en mayo de 1595. Ocupando una vacante que se había producido en ese mismo año, comenzó a ejercer en su pueblo natal, defendiendo durante dos años numerosos casos ante el juez y justicia de Fraga.
En noviembre de 1597 se trasladó a Lérida para ocupar la cátedra de lectura de Derecho en la Universidad, habiendo obtenido la plaza por oposición el 26 de noviembre. Sólo permaneció un año y en noviembre de 1598 volvió a Fraga para continuar con la abogacía. Poco después volvería a Lérida para ocupar la misma cátedra, pero a finales de 1558 ya está documentada su estancia en Zaragoza, ya que Gaspar de Mur, vecino de Fraga, le llevó ropas y libros.
En 1599 ya ejercía la abogacía en Zaragoza. En 1603 consiguió el puesto de catedrático de Prima de Leyes en la Universidad de Zaragoza, para lo que tuvo que pedir el testimonio de Miguel Joan Pallas, justicia de Fraga, a favor de su experiencia como abogado. El hermano de Amador, Gregorio, solicitó la firma de un memorial, confirmado por los testigos Miguel Joan Limian y Pedro Barrafón, presbíteros de Fraga, Gaspar Limiano y Miguel Baguena, ambos vecinos del pueblo, además del notario local, Joan de Foradada.
Quizás su trabajo más reconocido en Zaragoza fue la defensa a favor de la iglesia de la Virgen del Pilar de Zaragoza frente a las demás catedrales del Reino de Aragón. El proceso civil, recogido en 32 hojas en 1605, se conserva en diversas copias y trata del derecho del síndico de El Pilar a votar en Cortes después del de La Seo y antes que las demás catedrales del Reino.
También fue lugarteniente de la corte del Justicia de Aragón desde 1611 y por lo menos hasta 1621. Sustituyó al doctor Gerónimo Marta en la sala de lo criminal. Existen noticias de que fue regente en Cerdeña.

## Obra
- Responsum Juris pro Ecelesia, Beatæ Mariæ Majoris, et de Pilari civitatis Cæsaraugustæ super Jure præcedendi Ecclesias Cathedrales Regni Aragonum in comitiis in eodem celebratis, etc., en Zaragoza, 1605, en folio, de 350 númrs.

- Otros tratados en causas graves, publicados en otros tiempos.